# Gare d’Auxonne
Gare d’Auxonne vasútállomás Franciaországban, Auxonne településen.

## Vasútvonalak
Az állomást az alábbi vasútvonalak érintik:
- Dijon–Vallorbe-vasútvonal

## Kapcsolódó állomások
A vasútállomáshoz az alábbi állomások vannak a legközelebb:
- Gare de Villers-les-Pots (Dijon–Vallorbe-vasútvonal)
- Gare de Dole-Ville (Dijon–Vallorbe-vasútvonal)